# Tracy Caulkins
Tracy Ann Caulkins (Winona (Minnesota), 11 januari 1963) is een Amerikaans zwemster.

## Biografie
Tijdens de Wereldkampioenschappen zwemmen 1978 won Caulkins vijf titels. De Olympische Zomerspelen 1980 moest zij aan haar voorbij laten gaan omdat president Jimmy Carter deelname van Amerikaanse atleten verbood.
Caulkins won tijdens de Olympische Spelen van 1984 in eigen land de gouden medaille op de 200m en 400m wisselslag en op de 4x100m wisselslag, op de estafette zwom Caulkins de schoolslag.
Caulkins verbeterde in totaal zes wereldrecords, op de 200m vlinderslag, 200m wisselslag, 400m wisselslag en de 4x100m vrije slag.

## Internationale toernooien
| Jaar | OS                                                                         | WK | P-AS |
| ---- | -------------------------------------------------------------------------- | --- | --- |
| 1978 |                                                                            | 100m schoolslag · 10e 200m schoolslag · 200m vlinderslag · 200m wisselslag · 400m wisselslag · 4x100m vrije slag · 4x100m wisselslag | |
| 1979 |                                                                            | | 400m vrije slag · 100m schoolslag · 200m wisselslag · 400m wisselslag · 4x100m vrije slag · 4x100m wisselslag |
| 1990 | Amerikaanse boycot                                                         | | |
| 1981 |                                                                            | | |
| 1982 |                                                                            | 7e 200m rugslag · 200m wisselslag · 400m wisselslag · 4x100m vrije slag · Caulkins zwom enkel de series                              | |
| 1983 |                                                                            | | 4e 100m schoolslag · 200m wisselslag · 400m wisselslag                                                        |
| 1984 | 4e 100m schoolslag · 200m wisselslag · 400m wisselslag · 4x100m wisselslag | | |

1968: Claudia Kolb ·
1972: Shane Gould ·
1984: Tracy Caulkins ·
1988: Daniela Hunger ·
1992: Lin Li ·
1996: Michelle Smith ·
2000: Jana Klotsjkova ·
2004: Jana Klotsjkova ·
2008: Stephanie Rice ·
2012: Ye Shiwen ·
2016: Katinka Hosszú ·
2020: Yui Ohashi ·
2024: Summer McIntosh
1964: Donna de Varona ·
1968: Claudia Kolb ·
1972: Gail Neall ·
1976: Ulrike Tauber ·
1980: Petra Schneider ·
1984: Tracy Caulkins ·
1988: Janet Evans ·
1992: Krisztina Egerszegi ·
1996: Michelle Smith ·
2000: Jana Klotsjkova ·
2004: Jana Klotsjkova ·
2008: Stephanie Rice ·
2012: Ye Shiwen ·
2016: Katinka Hosszú ·
2020: Yui Ohashi ·
2024: Summer McIntosh
1960: Burke, Kempner, Schuler, von Saltza ·
1964: Ferguson, Goyette, Stouder, Ellis ·
1968: Hall, Ball, Daniel, Pedersen ·
1972: Belote, Carr, Deardurff, Neilson ·
1976: Richter, Anke, Pollack, Ender ·
1980: Reinisch, Geweniger, Pollack, Metschuck ·
1984: Andrews, Caulkins, Meagher, Hogshead ·
1988: Otto, Hörner, Weigang, Meißner ·
1992: Loveless, Nall, Ahmann-Leighton, Thompson ·
1996: Botsford, Beard, Martino, Van Dyken ·
2000: Bedford, Quann, Thompson, Torres ·
2004: Rooney, Jones, Thomas, Henry ·
2008: Seebohm, Jones, Schipper, Trickett ·
2012: Franklin, Soni, Vollmer, Schmitt ·
2016: Baker, King, Vollmer, Manuel ·
2020: K. McKeown, Hodges, E. McKeon, Campbell ·
2024: Smith, King, Walsh, Huske